# Konrad Hüseler
Konrad Hüseler (geboren am 9. Januar 1894 in Hamburg; gestorben am 31. Juli 1958 in Hamburg-Moorburg) war ein deutscher Kunsthistoriker, der am Museum für Kunst und Gewerbe in Hamburg tätig war.

## Leben
Hüseler schloss seine Schulausbildung am Hamburger Wilhelm-Gymnasium mit dem Abitur ab und begann 1912 in Marburg mit dem Studium der Kunstgeschichte. Er musste das Studium bedingt durch den Ersten Weltkrieg und eine dort erfolgte Verwundung unterbrechen und setzte es anschließend in Berlin, Wien und Hamburg fort. Er schrieb sich im Frühsommersemester 1919 an der Philosophischen Fakultät der Universität Hamburg ein und wurde am 6. November 1922 dort promoviert. Er erhielt 1931 eine Anstellung am Museum für Kunst und Gewerbe. 
Zum 1. Mai 1933 trat er der NSDAP bei (Mitgliedsnummer 3.001.328), was ihm dazu verhalf, die Nachfolge von Max Sauerlandt als Professor anzutreten. Durch sein aktives Zutun, er denunzierte seinen Vorgänger Wilhelm Kleinschmit von Lengefeld (1934–1937), wurde er zum kommissarischen Leiter dieses Museums und im selben Jahr zum Professor ernannt. Hüselers Arbeitsweise und seine Gesinnung entsprachen den Vorstellungen der Nationalsozialisten. Er stellte die Bereiche Forschung und Wissenschaft zurück und bestimmte im Sinne der Volkserziehung die Ausstellungspolitik des Museums. Er veranstaltete bis 1940 sechs bis zehn Sonderausstellungen pro Jahr. Hüseler richtete eine Abteilung „Deutsche Bauernkunst“ ein, die auf einer geplanten große Ausstellung von Sauerlandt mit dem Titel „Die Kunst im Hause des deutschen Bauern“ aus dem Mai 1933 aufbaute und am 3. Juni 1934 eröffnet wurde. Er war dafür bekannt, dass er einzelne seiner Mitarbeiter schikanierte, so unter anderem Kurt Dingelstedt, den er zu seinem persönlichen Gegner erkoren hatte und der Hüselers Amtsführung als Bespitzelung empfand. Sein Mitarbeiter Martin Feddersen, der Leiter der Ostasienabteilung, wurde 1937 entlassen, weil er mit einer Jüdin verheiratet war. Die Volkskunstsammlung wurde zum Mittelpunkt der Ausstellungen und die modernen Kunst wurde verdrängt. Dies entsprach der Ideologie der Nationalsozialisten und wurde vom volkstümlichen Kunstgewerbe, vom Kunstgewerbeverein, den Innungen und vom Propagandaministerium gestützt. Dies zeigte sich auch in den Ausstellungen „Deutsche Handwerkskunst“ im Juli 1936 sowie im selben Jahr „Ton in Töpfers Hand“ und zur Olympiade die Wanderausstellung der Reichskunstkammer „Siegerpreise, Ehrengaben“. Gewürdigt wurde die einfache Handarbeit als „Volkskultur“. Es folgten Ausstellungen wie „Heimkehr ins Reich“ (1938) oder „England am Pranger“ (1940). Bruno Karberg widmete er im April 1939 eine Sonderausstellung. Die aus der Sammlung in die Magazine verbannten Werke zeitgenössischer Kunst übergab er im August 1937 fast vollständig der Abteilung für Entartete Kunst.  Als Museumsleiter wurde er zu Beginn des Krieges als „unabkömmlich“ erklärt, um sich um die Sicherung der Sammlung kümmern zu können.
Hüseler arbeitete bis 1937 als wissenschaftlicher Kustos und behielt bis zum Ende des Zweiten Weltkriegs die kommissarische Leitung. Als stellvertretender Museumsdirektor war er als Spezialist bei Schätzungen von Raubgut gefragt. In dieser Zeit kaufte er auch Kunstsammlungen auswandernder und ausgewanderter jüdischer Bürger auf, stattete das Museum mit den wertvollsten dieser Stücke aus und erwarb auch selbst wertvolle Möbel und Silber aus aufgebrochenen Liftvans mit dem Besitz der Ausreisenden im Hamburger Hafen. Von Juli 1944 bis April 1945 war er vorübergehend als Schulungsleiter und Kompanieführer in Aumühle aktiv. Am 16. August 1945 wurde ihm die Leitung des Museums entzogen, weil er in Aumühle das „Freikorps Hitler“ gegründet hatte, eine Sondereinheit des Volkssturms, die jedoch nicht eingesetzt wurde. Er soll seinen Mitbürgern mit der Gestapo oder der Unterbringung in Konzentrationslagern gedroht haben. Als er bei den Besatzern angezeigt und bestraft wurde, setzte sich Albert Krebs aktiv für die Aufhebung dieser Strafmaßnahme ein.
Als Kunsthistoriker beschäftigte er sich mit Fayencen und Porzellan aus Holland und Deutschland insbesondere aus Kiel, Hamburg und Umgebung, aber auch mit der Goldschmiedekunst und der Vor- und Frühgeschichte. Er verfasste auch einige biografische Beiträge zum Allgemeinen Lexikon der Bildenden Künstler von der Antike bis zur Gegenwart.

## Familie
Hüseler war zweimal verheiratet:
- am 22. Juli 1922 heiratete er in Wedel Anna Maria Magdalena (geborene Meyn),[6] Tochter eines Cichorienfabrikanten und verlegte seinen Wohnsitz nach Wedel. Seine Ehefrau verstarb am 14. Januar 1936, und am 13. April 1936 der gemeinsame Sohn Rolf Karl August.[7] Das gemeinsam bewohnte und ihm durch Erbschaft zugefallene Haus in der Elbstraße 11 brannte nach einer Bombardierung am 3. März 1943 ab.
- Am 19. Februar 1937 vermählte er sich mit Johanne (geborene Lüchau),[8] die am 5. März 1937 starb.[7]

## Schriften (Auswahl)
Hüseler veröffentlichte Schriften zum Kunstgewerbe und zu kunsthandwerklichen Sammlungen. 1932 gab er den Bildband Der Staat als Sammler – Schätze aus Hamburger Museen heraus der bereits 1933 nicht mehr verkauft werden durfte, weil darin unter anderem Abbildungen „entarteter Kunst“ und Werke jüdischer Künstler abgedruckt waren.
- Das Amt der Hamburger Rotgießer (= Hamburgische Einzelforschungen zur deutschen Altertums- und Volkskunde. Heft 1). Georg Westermann, Braunschweig / Hamburg 1922, OCLC 250517826 (Dissertation Universität Hamburg 1922).
- Führer durch das hamburgische Museum für Kunst und Gewerbe. Band 2: Merowingische Kunstgewerbe. Selbstverlag des Museums, Hamburg 1922, OCLC 718984494.
- Führer durch das hamburgische Museum für Kunst und Gewerbe. Band 3: Vorgeschichtliche Abteilung. Selbstverlag des Museums, Hamburg 1924, OCLC 718984494.
- Hamburgische Hausmarken vom 14. bis zum 17. Jahrhundert. Martin Riegel, Hamburg 1925, OCLC 470740819.
- Leihamer, Johann. In: Hans Vollmer (Hrsg.): Allgemeines Lexikon der Bildenden Künstler von der Antike bis zur Gegenwart. Begründet von Ulrich Thieme und Felix Becker. Band 22: Krügner–Leitch. E. A. Seemann, Leipzig 1928, S. 594 (biblos.pk.edu.pl).
- Geschichte der Schleswig-Holsteinischen Fayence-Manufakturen im 18. Jahrhundert. In: Schriften der Baltischen Kommission zu Kiel (= Veröffentlichungen der Schleswig-Holsteinischen Universitätsgesellschaft. Nr. 23). Band 16. F. Hirt, Breslau 1929, OCLC 613091231.
- Katalog der Uhrensammlung Dr. Antoine-Feill. Kommissionsverlag M. Riegel, Hamburg 1929.
- Hamburgisches Museum für Kunst und Gewerbe – Bildführer. Selbstverlag, Hamburg 1938.
- Deutsche Fayencen. Ein Handbuch der Fabriken, ihrer Meister und Werke. 3 Bände, Hiersemann, Stuttgart 1956–1958.